# Лещенко Микола Ничипорович
Микола Ничипорович Лещенко (11 лютого 1911, Бурчак — 9 лютого 1991, Київ) — український радянський історик, дослідник історії України 2-ї половини 19 — початку 20 століття, історії міжнаціональних зв'язків. Старший науковий співробітник (з 1951 року), доктор історичних наук (з 1960 року). Лауреат Державної премії УРСР в галузі науки і техніки (1980; за восьмитомну працю «Історія Української РСР», томи 3—4, 1978).

## Біографія
Народився 11 лютого 1911 року в селі Бурчаку (нині Михайлівського району Запорізької області) в селянській родині. Закінчив історичний факультет Одеського університету.
Від 1933 року служив у Червоній армії: спочатку — курсантом, потім — командиром танка, згодом став викладачем у гарнізонній партійній школі при політичному відділі спеціальних військ Київського гарнізону (читав курси історії СРСР, основ марксизму-ленінізму, з досвіду партійно-політичної роботи в РСЧА). У 1939–1941 роках заочно навчався у Військово-політичній академії імені В.Леніна. Учасник німецько-радянської війни, після поранення залишився інвалідом.
Від 1945 року — викладач основ марксизму-ленінізму Київського університету, з 1949 року — старший науковий співробітник відділу історії капіталізму Інституту історії АН УРСР. У 1949 році захистив кандидатську дисертацію на тему: «Селянський рух на Правобережній Україні в період революції 1905–1907 рр.»; з 1951 року — завідувач відділу історіографії та фондів і тимчасовий виконувач обов'язків заступника директора Інституту історії АН УРСР з наукової роботи, з 1953 року — завідувач відділом історіографії інституту, з 1955 року — старший науковий співробітник інституту.
У 1960 році захистив докторську дисертацію на тему: «Селянський рух в Україні у зв'язку з проведенням реформи 1861 р.». Від 1975 року — старший науковий співробітник, виконувач обов'язків завідувача новоствореного відділу історії дружби народів, з 1984 року — старший науковий співробітник-консультант, з 1986 року — на пенсії. Помер у Києві 9 лютого 1991 року.

## Наукова діяльність
Написав близько 300 праць, у тому числі 6 монографій, 12 розділів у колективних виданнях і навчальних посібниках. Серед них:
- «Селянський рух на Правобережній Україні в період революції 1905–1907 рр.» (Київ, 1955);
- «Крестьянское движение на Украине в связи с проведением реформы 1861 г. (60-е гг. XII ст.)» (Київ, 1959);
- «Історія Української РСР», том 1 (Київ, 1967);
- «Класова боротьба в українському селі в епоху домонополістичного капіталізму» (Київ, 1970);
- «Українське село в революції 1905–1907 рр.» (Київ, 1977) та інші.